# الوردیان
الوردیان (به عربی: الوردیان) یک محله در مصر است که در استان اسکندریه واقع شده‌است.